# 小行星1053
小行星1053（1053 Vigdis）是一颗围绕太阳公转的小行星。1925年11月16日，马克斯·沃夫在海德堡发现了此天体。
这颗小行星的绝对星等为12.39等。